# Dendrotriton megarhinus
Espèce
Synonymes
- Chiropterotriton megarhinus Rabb, 1960

Statut de conservation UICN

 VU D2 : Vulnérable
Dendrotriton megarhinus est une espèce d'urodèles de la famille des Plethodontidae.

## Répartition
Cette espèce est endémique du Chiapas au Mexique. Elle se rencontre vers 2 000 m d'altitude sur le Cerro Tres Picos.

## Description
Les mâles mesurent jusqu'à 33,8 mm de longueur standard et les femelles jusqu'à 37,5 mm.

## Publication originale
- Rabb, 1960 : A new salamander of the genus Chiropterotriton from Chiapas, Mexico, with notes on related species. Copeia, vol. 1960, no 4, p. 304-311.